# Таджикска съветска социалистическа република
Таджикската съветска социалистическа република е образувана е в резултат на национално-териториалното обособяване в Средна Азия на 14 октомври 1924 като Таджикска автономна съветска социалистическа република (Таджикска АССР) в състава на Узбекската ССР.
От 5 декември 1929 е република в състава на Съветския съюз. На 9 септември 1991 след провъзгласяване на независимостта си е преименувана на Република Таджикистан.